# Maniapure glabra
Maniapure glabra is een hooiwagen uit de familie Cosmetidae.